# Hieracium hepaticolor
Hieracium hepaticolor es una especie de planta con flor del género Hieracium, de la familia Asteraceae, orden Asterales.

## Distribución
Hieracium hepaticolor se distribuye por Suecia y Finlandia.

## Taxonomía
Fue descrita científicamente por (Stenstr.) Johanss. & Sam.
Tratamiento taxonómico
La especie aparece registrada y publicada en Exsicc. (Hierac. Scand.).